# Kanton Carrouges
Carrouges is een voormalig kanton van het Franse departement Orne. Het kanton maakte deel uit van het arrondissement Alençon. Het werd opgeheven bij decreet van 25 februari 2014, met uitwerking op 22 maart 2015. Daarbij werden 22 gemeenten opgenomen in het nieuwe kanton Magny-le-Désert; Beauvin werd toegevoegd aan kanton La Ferté-Macé en Cerceuil aan kanton Sées.

## Gemeenten
Het kanton Carrouges omvatte de volgende gemeenten:
- Beauvain
- Carrouges (hoofdplaats)
- Le Cercueil
- Chahains
- Le Champ-de-la-Pierre
- La Chaux
- Ciral
- Fontenai-les-Louvets
- Joué-du-Bois
- La Lande-de-Goult
- Livaie
- Longuenoë
- Le Ménil-Scelleur
- La Motte-Fouquet
- Rouperroux
- Saint-Didier-sous-Écouves
- Saint-Ellier-les-Bois
- Sainte-Marguerite-de-Carrouges
- Sainte-Marie-la-Robert
- Saint-Martin-des-Landes
- Saint-Martin-l'Aiguillon
- Saint-Ouen-le-Brisoult
- Saint-Patrice-du-Désert
- Saint-Sauveur-de-Carrouges